# Rennes parc expo
Rennes parc expo est un complexe destiné aux salons, expositions, foires et autres manifestations événementielles. Il constitue un ensemble de 11 halls modulables. Il est principalement situé sur la commune de Bruz, et partiellement sur celles de Saint-Jacques-de-la-Lande et Chartres-de-Bretagne, à 5 km au sud-ouest de Rennes, près de l'aéroport de Rennes.
Avec plus de 110 000 m2 de surface d'exposition (54 000 m2 couverts/58 000 m2 en air libre) et une centaine de manifestations pour 800 000 visiteurs annuels, c'est l'un des plus importants parcs des expositions de France,.

## Infrastructures
Le parc des expositions possède plus de 54 000 m2 d’exposition chauffés et 30 000 places de parking. Tous les halls (1, 2, 3, 4, 5, 7, 8, 9, 10A, 10B, 11) sont de plain-pied, sans poteau intermédiaire, sur sol bitumé noir et équipés de Wi-Fi.
Le hall d'accueil possède une superficie de 673 m2 (47,40 m de longueur et 13,41 m de largeur), avec une hauteur minimum de 3,95 m et de 6,99 m au plus haut. 14 sorties sont présentes et il permet l'accès au hall 5 (3 entrées) et au hall 9 (3 entrées).

## Événements principaux
- Les Rencontres Trans Musicales de Rennes, depuis 2004

- Le SPACE (Salon des Productions Animales Carrefour Européen) : salon international annuel créé en 1986 qui a accueilli près de 115 000 visiteurs (15 000 étrangers) en 2014 sur 116 500 m2 d'exposition (1 500 exposants) [1]. C'est le plus grand salon agricole de France après le salon de l'agriculture Paris.
- La Foire de Rennes a accueilli près de 100 000 visiteurs en 2015[4].
- Le salon ARTIBAT : salon national du bâtiment et de la construction. Il a lieu les années paires et a accueilli environ 40 000 visiteurs sur 65 000 m2 (1 000 exposants) en 2014[5]. C'est le plus grand salon régional de la construction en France (après le salon Batimat de Paris)[6].
- Le salon international du Tourisme : 460 exposants, 40 000 visiteurs[7].
- Le CFIA (Carrefour des Fournisseurs de l'Industrie Agroalimentaire) : grâce à 1 300 exposants et 16 000 visiteurs, c'est la plus importante manifestation française professionnelle dédiée à l'agroalimentaire[8].
- Le salon Esprit Maison &Jardin
- Le salon Aux Vignobles
- Le salon du Mariage
- Le salon bio Respire la vie
- Les Journées Régionales de la Création d'Entreprise (JRCE)
- Parc en Folie
- Les 2 salons de l’Étudiant (Lycéen + Apprentissage/Alternance)

## Hall 9: Le Musikhall

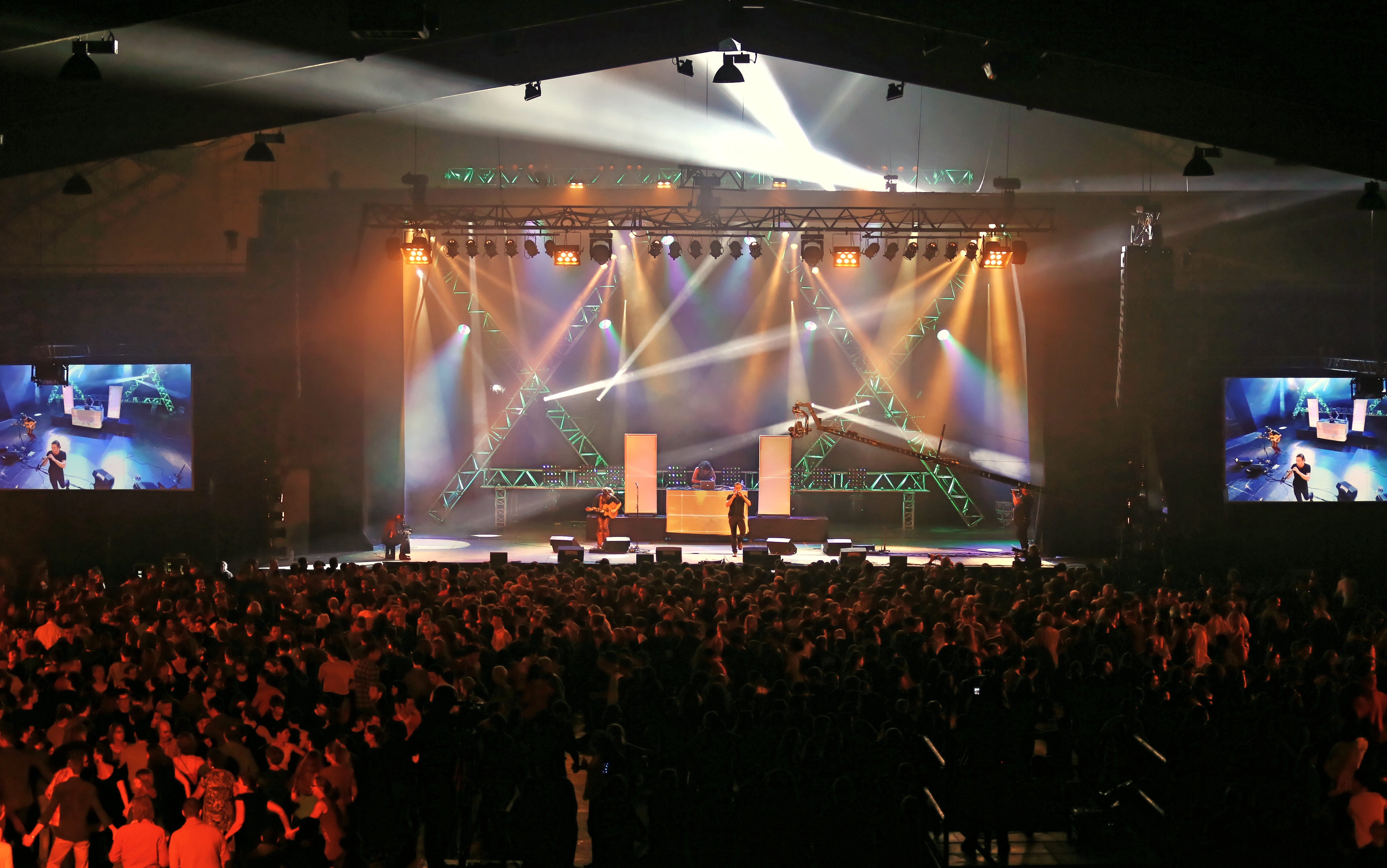
Fest-noz du festival Yaouank en novembre 2016.

Le « MusikHall », hall 9 du parc des expositions, a été aménagé pour prendre le relais du Liberté pendant sa rénovation de 2006 à 2009. Il accueille concerts d'artistes de variété, pièces de théâtre, humoristes, cirque... Il a par exemple accueilli Holiday on Ice, Michel Sardou, Angèle, et Bernard Lavilliers, ou encore David Bowie aux Trans Musicales. Chaque année, il accueille le plus grand fest-noz de Bretagne lors du festival Yaouank.
D'une superficie de 4 971 m2, il peut accueillir de 4 000 personnes en configuration assis, à 7 000 personnes en assis-debout. À l’arrière de la scène sont installés les loges des artistes, le catering (cantine) et les locaux techniques. Il possède deux accès poids lourd et 21 sorties.
En juin 2024, le lieu est qualifié d'équipement culturel d’intérêt métropolitain par Rennes Métropole. Dans le même temps, un chantier de rénovation est entamé dans ce hall pour moderniser la salle de spectacles, prévue jusqu'en début 2027 avec un budget prévisionnel de 17 millions d'euros.

### Exploitation
La Ville de Rennes a confié l'exploitation et la gestion de l'équipement « Liberté – MusikHALL » par délégation de service public à Citédia, société d'économie mixte de gestion d'équipements publics, jusqu'au 31 décembre 2017. L'équipement « Liberté – MusikHALL », rassemble les deux salles de spectacle Le Liberté et L’Étage, situées Esplanade Général de Gaulle, et la salle, Le MusikHALL, au Parc des expositions de Rennes.

## Accès
Le Parc des expositions est desservi :
- En bus avec la ligne 13 du lundi au samedi et la ligne C7 les dimanches et jours fériés, arrêt Parc des expositions (correspondance avec l'aéroport et la station de métro Saint-Jacques - Gaîté vers le centre-ville) ;

- En voiture : accès depuis la rocade de Rennes :
  -  8 Porte de Saint-Nazaire, Parc des expositions (Nantes à 1 heure, Paris à 3 heures)

- En avion : l'aéroport Rennes Bretagne se trouve à moins de 2 kilomètres

## Identité visuelle

Ancien logo.
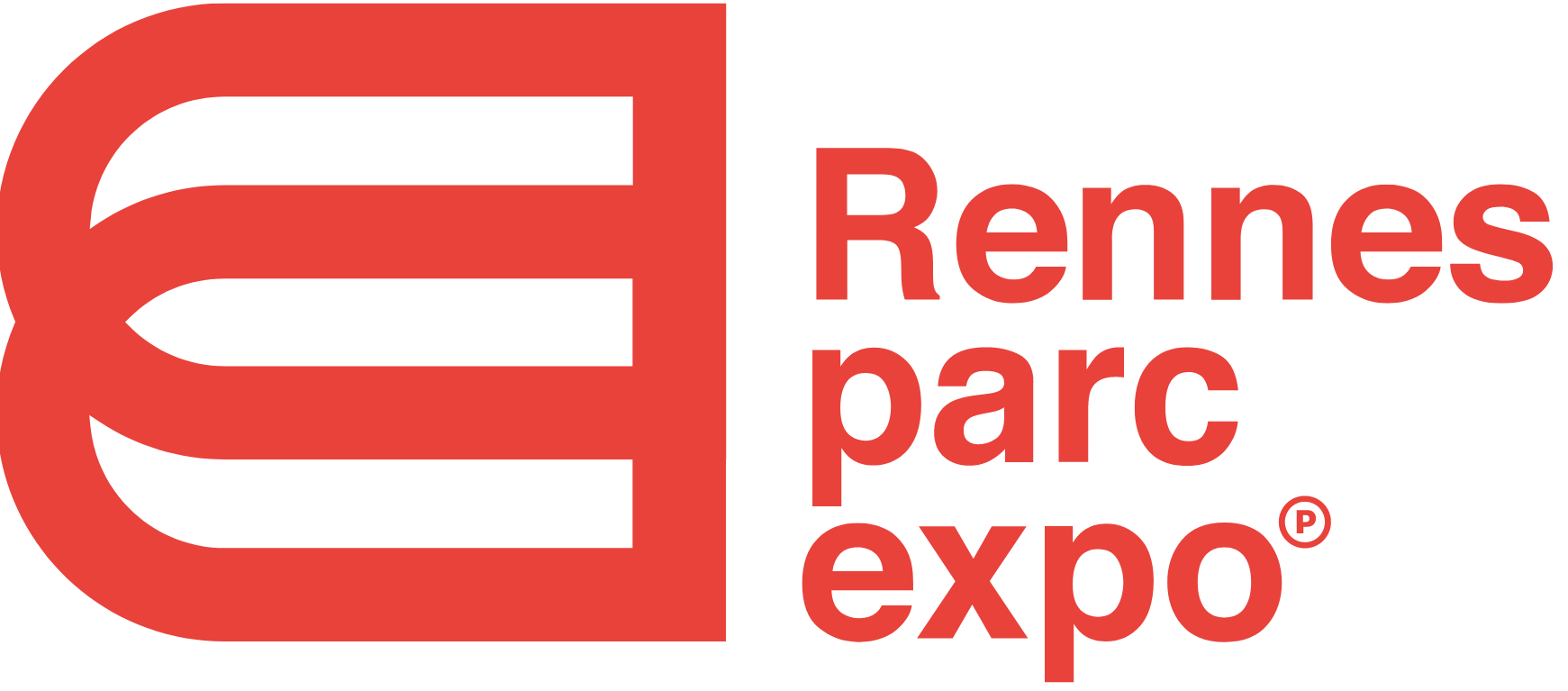
Logo actuel.